# Bataille de L'Espagnols sur Mer
Batailles
La bataille de L'Espagnols sur Mer ou bataille de Winchelsea, oppose le 29 août 1350, au début de la guerre de Cent Ans, une flotte anglaise de cinquante vaisseaux commandée par Édouard III d'Angleterre et le Prince noir et une flotte castillane de quarante vaisseaux commandée par Charles de la Cerda, un proche du roi de France Jean II le Bon, devenu roi sept jours auparavant, à la mort de son père, Philippe VI de Valois.
Elle s'achève par la victoire des Anglais : de quatorze à vingt-six vaisseaux castillans (selon les sources) sont coulés ou capturés, sans doute beaucoup moins pour les Anglais (seulement deux navires connus comme perdus).

## Noms donnés à cette bataille
Le nom de « bataille de Winchelsea » se réfère au port anglais le plus proche, Winchelsea, point de départ de la flotte anglaise.
En revanche, le nom de « bataille de Lespagnols sur Mer » reste à expliquer même si les historiens pensent que ce nom viendrait du fait que des navires castillans aient participé à la bataille.

## Contexte

### Les débuts de la guerre de Cent Ans
La guerre franco-anglaise, qui a commencé en 1337, connaît une période de trêve depuis la grande peste de 1348-1349.
Le début de la guerre a été à l'avantage des Anglais, avec les victoires de L'Écluse (1340) et de Crécy (1346), puis la prise de Calais (1347).

### Les problèmes de la dynastie des Valois
La dynastie des Valois, arrivée au pouvoir en 1328, à la suite de la mort du dernier des Capétiens directs, Charles IV (fils de Philippe le Bel), est contestée par deux prétendants : le roi d'Angleterre Édouard III, petit-fils par sa mère de Philippe le Bel, et le roi de Navarre Charles II (dit le Mauvais), petit-fils par sa mère de Louis X le Hutin (autre fils de Philippe le Bel), qui n'acceptent pas (chacun pour son compte) son attribution en 1328 à la branche cousine des Valois, issus d'un fils cadet de Philippe III le Hardi.
Il est parfois envisagé que l'expédition menée par le roi d'Angleterre contre Charles de La Cerda visait à lui permettre d'intervenir dans les affaires de France, à un moment de transition entre deux règnes : à cette date, Jean le Bon n'a pas encore été sacré à Reims.[réf. nécessaire]

### Les problèmes de la marine française
À partir de 1340, la flotte française est réduite à peu de choses, aussi Philippe VI s'en remet sur mer à ses alliés génois ou castillans. L'un des officiers les plus actifs est Charles de la Cerda qui s'en prend au commerce anglais dans la Manche et en mer du Nord.
Profitant de la mort de Philippe VI, les Anglais, décident d'en finir avec la flotte de Charles de La Cerda et mobilisent pour cela d'importants moyens navals.

### Charles de la Cerda et la famille la Cerda
Charles de la Cerda (1326-1354), descendant du roi de Castille Alphonse X (en ligne masculine) et du roi de France Louis IX (par sa fille Blanche), est né en France où son grand-père, Alphonse le Déshérité (1270-1333), spolié du trône de Castille par Sanche IV, s'est installé en 1303 après avoir séjourné treize ans dans le royaume d'Aragon.
Le fils cadet d'Alphonse le Déshérité, Louis de la Cerda (1291-1348), oncle de Charles, est amiral de France sous le règne de Philippe VI. Charles, élevé avec le prince Jean le Bon, fait partie de ses proches quand celui-ci arrive sur le trône.

## Préliminaires
Au début du mois d'août 1350, Charles de la Cerda est signalé dans le comté de Flandre, à l'Écluse, qui est le port de Bruges, à la tête d'un convoi de navires marchands chargeant leurs cales avant de repartir vers la côte basque.
Édouard III décide de l'attaquer sur la route du retour. Il se rend solennellement à Winchelsea, accompagné de son fils Édouard de Woodstock, le « Prince Noir » et de jeunes nobles décidés à en découdre avec La Cerda. Le 28 août, les troupes embarquent sur une cinquantaine de navires de guerre. Le roi, sur le navire amiral, le cogue Thomas, prend le commandement de la flotte.
Charles de la Cerda est considéré comme un adversaire dangereux : avant l'embarquement, le roi a ordonné aux archevêques de Cantorbéry et d’York de faire dire des prières pour le succès de l’opération

## La bataille
L’attente n’est pas longue. Le dimanche 29 août dans l'après-midi, les quarante navires de Charles de la Cerda sont signalés, poussés vers Winchelsea par une bonne brise de sud-ouest[pas clair] qui les rapproche rapidement. Édouard III ordonne de lever l’ancre et fait sonner le branle-bas de combat. Après l’appareillage, Édouard fait servir du vin à ses chevaliers et à lui-même pour renforcer encore la cohésion de ses hommes[pas clair].
Charles de la Cerda pourrait facilement éviter le contact[réf. nécessaire]. Tout porte à croire, au contraire, qu’il le recherche[réf. nécessaire] : la route suivie, le fait qu’il ait embarqué des mercenaires dans les ports flamands, la détermination qu’il montre, au moment de la rencontre, pour se jeter sur l’ennemi.
Le choc est donc très violent. Le cogue Thomas est heurté par un navire castillan lors d’une tentative d’abordage ; la collision est si violente que le navire castillan perd son mât et que le navire amiral anglais subit une importante voie d’eau. À l’issue d’un corps à corps sanglant, l’équipage du Thomas s'empare d’un autre bâtiment et Édouard abandonne son navire qui coule pour se transporter sur cette prise.
Les navires castillans sont plus hauts sur l’eau, ce qui leur permet d’accabler le pont des navires anglais de projectiles et de causer de gros dommages aux hommes et au matériel. Le navire du Prince Noir se retrouve bientôt réduit à l’état d’épave, accroché au flanc d’un navire castillan qui le malmène. Le prince héritier doit son salut au courage du comte de Lancastre, qui aborde la nef ennemie d'un autre côté et lui fait amener son pavillon.
Un grand navire anglais, commandé par le comte Guillaume Ier de Namur, qui transporte la « maison du roi », est attaqué à l'abordage : les Castillans s'efforcent de l’entraîner à l’écart de la bataille pour le neutraliser plus facilement. À ce moment, la situation des Anglais est compromise. Finalement, un valet du comte de Namur réussit à passer sur le pont du navire castillan et à couper la drisse de la grand-voile, rendant le bâtiment ingouvernable et permettant aux Anglais de reprendre la situation en mains.

## Bilan des pertes
Les chiffres des pertes castillanes varient selon les chroniqueurs : Froissart affirme que quatorze navires ont été pris, mais d’autres disent vingt-quatre ou vingt-six, soit la moitié ou le quart des nefs de Charles de la Cerda.
Les pertes anglaises sont inconnues : au minimum deux navires, dont le navire-amiral, et de nombreux morts.

## Des conséquences limitées
Néanmoins, Charles de la Cerda s’est échappé avec le reste de ses bâtiments. Ce violent combat dans lequel s'est impliqué personnellement le roi d’Angleterre, n'a aucune conséquence stratégique sur l’évolution de la guerre, contrairement à la bataille de l'Écluse.
Sur le plan tactique, le combat, qui s'est déroulé à l'abordage et à l'arme blanche, n'apporte rien non plus à l'histoire navale, alors que l'usage de l'artillerie à poudre en mer était connue depuis le début du XIVe siècle (bataille d'Arnemuiden, 1338 ; bataille de l'Écluse, 1340).
Charles de la Cerda, fait connétable de France en 1351, meurt assassiné en 1354, sur ordre du roi de Navarre Charles II.
Édouard III gagne par cette victoire les surnoms de « Vengeur des Marchands » et de « Roi de la mer » , bien qu'en fin de compte la bataille de Winchelsea soit un épisode secondaire de la guerre de Cent Ans.
En ce qui concerne Jean II le Bon, il est sacré à Reims le 26 septembre.

## Liste (partielle) des navires

### Angleterre (Édouard III)
- Thomas (coulé au combat)
- Edward
- Jonette
- Plenty
- Isabella
- Gabriel
- Michael
- Welfare
- Mariote
- Jerusalem
- Thomas Beauchamp
- Mary
- Godibiate
- John
- Edmund
- Falcon
- Buchett
- Lawrence
- 32 autres

### Castille (Charles de La Cerda)
40 navires